# A-Trak
A-Trak, aussi appelé DJ A-Trak, de son vrai nom Alain Macklovitch, est un DJ et producteur d'origine québécoise, résident à New York jusqu'en 2015 puis à Los Angeles. Il est connu pour son style, mélangeant hip-hop et musique électro, ainsi que pour être le plus jeune champion au DMC, championnat international de DJs, lors de l'édition 1997 à l'âge de 15 ans.

## Biographie
En 1995, Alain Macklovitch scratche pour la première fois avec la platine vinyle de son père. Après avoir économisé, il obtient une platine SL-1200 et sa première table de mixage. Dans les mois qui suivent, il passera la plupart de son temps enfermé dans sa chambre, après l'école, s'essayant à l'art des platines, écoutant des albums de Pete Rock, DJ Premier ou Jazzy Jeff, étudiant des cassettes vidéo et montrant ses nouveaux scratchs à son grand frère David.
En 1997, le natif de Montréal devient champion du monde DMC. Il devient ainsi le plus jeune champion à l'âge de 15 ans (détrôné en 2017 par DJ Rena, 12 ans). La même année, il crée avec son frère David, alias Dave 1 du groupe Chromeo, le label indépendant Audio Research. Il est invité à devenir membre d'honneur des Invisible Scratch Piklz, célèbre collectif de DJs de la baie de San Francisco, conduit par DJ Qbert et Mix Master Mike. Après la dissolution du groupe, A-Trak et DJ Craze (en), originaire de Miami, s'associent et créent un nouveau collectif, The Allies.
Les années suivantes, il enchaîne les championnats du monde : ITF en 1999 et 2000, le Vestax World Extravaganza en 1999 et le championnat du monde DMC en équipe avec Craze. Alors plus jeune champion du monde, il devient le premier DJ à gagner les trois titres majeurs (DJM, ITF, Vestax) et le premier DJ à remporter 5 championnats du monde.
En 2004, le rappeur et chanteur Kanye West le recrute pour l'accompagner en tournée et réaliser de nombreuses productions et samples pour ses albums Late Registration et Graduation, en 2005 et 2007.

A-Trak en B to B avec The Magician à Tomorrowland le 27 juillet 2024, sur la scène « Library ».

En 2007, Audio Research cessera son activité[réf. nécessaire] mais A-Trak fonde, avec Nick Catchdubs, un nouveau label nommé Fool's Gold.
En 2009, A-Trak et Armand Van Helden publient ensemble un EP nommé Greatest Hits sous le nom de Duck Sauce, qui contient notamment le morceau aNYway, grand succès du duo. Toujours dans un style mélangeant musique électronique et disco, le groupe a prévu de sortir un nouvel EP, qui contiendra le morceau Barbra Streisand, reprise electro du titre Gotta Go Home (de) de Boney M ; morceau qui fait l'objet d'un clip vidéo.

## Discographie

### En solo

#### Remixes
- 2003 : D-Styles (en) - Felonious Funk (A-Trak Remix) [Audio Research]
- 2006 : Bonde Do Role - Melo Do Tabaco (A-Trak Remix) [Mad Decent]
- 2007 : Architecture In Helsinki - Heart It Races (Trizzy’s Rusty Tin Can Mix) [Polyvinyl]
- 2007 : Bumblebeez (en) - Dr Love (Trizzy’s Free iPhone Mix) [Modular]
- 2007 : Scanners - Bombs (Trizzy’s Boom Bam Slam Mix) [Dimmak]
- 2007 : James Pants (en) - Kash (Trizzy & XXXChange Mix) [Stones Throw]
- 2007 : Simian Mobile Disco - Hustler (A-Trak Remix) [Moshi Moshi/Interscope]
- 2007 : Digitalism - Idealistic (A-Trak Remix) [EMI]
- 2008 : Kanye West - Stronger (A-Trak Remix) [Rocafella/Def Jam]
- 2008 : Boys Noize - Oh ! (A-Trak Remix) [Boys Noize Records]
- 2008 : The Count & Sinden (de) - Beeper (A-Trak Remix) [Domino]
- 2009 : MSTRKRFT feat. N.O.R.E. - Bounce (A-Trak Remix) [Dimmak]
- 2009 : Sébastien Tellier - Kilometer (A-Trak Remix) [Record Makers]
- 2009 : Yeah Yeah Yeahs - Heads Will Roll (A-Trak Remix) [Interscope]
- 2010 : Tiga - What You Need (A-Trak Remix) [Turbo]
- 2010 : Robyn - Indestructible (A-Trak Remix) [Konichiwa]
- 2010 : Justice - D.A.N.C.E (A-Trak Remix) [For DJ Hero 2 Only]
- 2010 : Naughty By Nature "O.P.P" vs. Jackson 5 - ABC (A-Trak Remix) [For DJ Hero 2 Only]
- 2011 : The Rapture - How Deep Is Your Love ? (A-Trak Remix) [DFA]
- 2011 : Laidback Luke & Sander Van Doorn - Who's Wearing the Cap (A-Trak Remix) [Mixmash]
- 2012 : Martin Solveig - The Night Out (A-Trak Remix) [Big Beat]
- 2012 : Surkin - Never Let Go (A-Trak Remix) [Marble]
- 2012 : Justice - New Lands (A-Trak Remix) [Ed Banger Records]
- 2012 : Zedd - Spectrum (A-Trak & Clockwork Remix) [Interscope]
- 2012 : Cerrone - Misunderstanding (A-Trak & CODES Remix) [Malligator Préférence]
- 2013 : Kavinsky - Odd Look (A-Trak Remix) [Record Makers]
- 2013 : Phoenix - Trying to Be Cool (A-Trak Remix) [-]
- 2013 : Jack Beats - Just a Beat (A-Trak Remix) [OWSLA]
- 2015 : Alesso - Cool (A-Trak Remix) [Alefune]
- 2015 : The Chainsmokers - Let You Go (A-Trak Remix) [Dim Mak]
- 2015 : Disclosure - Magnets (A-Trak Remix) [Island Records]
- 2016 : Bob Moses - Tearing Me Up (A-Trak Remix) [Domino Records]
- 2016 : Dillon Francis - Anywhere (A-Trak Remix) [Columbia]
- 2017 : Maroon 5 - What Lovers Do (A-Trak Remix) [Interscope]
- 2018 : Charlotte Gainsbourg - Sylvia Says (A-Trak Remix) [Because Music]
- 2018 : Ferreck Dawn & Robosonic - In Arms (A-Trak Remix) [Defected]
- 2019 : Showtek - Listen to Your Momma (A-Trak Remix) [Skink]
- 2019 : Axwell - Nobody Else (A-Trak Remix) [Axtone]
- 2019 : The Magician - Ready to Love (A-Trak Remix) [b1]
- 2019 : Phantoms - Say It (A-Trak Remix) [Casablanca Records]

### Avec Duck Sauce

#### Singles
- Anyway / You're Nasty (2009)
- Barbra Streisand (2010)
- Big Bad Wolf (2011)
- It's You (2013)
- Radio Stereo (2014)
- NRG (2014)
- Ring Me (2014)
- Smiley Face (2020)
- Get to Steppin (2020)
- Captain Duck (2020)

## Filmographie
- 2006 : Sunglasses Is A Must (DVD)

## Récompenses
- 1997 :  Technics DMC World (plus jeune champion, à l'âge de 15 ans)[5],[1] ;
- 1998 :  Technics DMC World, Runner Up[6] ;
- 1999 :  ITF World[6] ;
- 1999 :  ITF Western Hemisphere Scratching[6] ;
- 1999 :  Vestax World Extravaganza[6] ;
- 2000 :  ITF World[6] ;
- 2000 :  Technics DMC World (Team) (avec DJ Craze)[6].